# Joaquín Cordero
Joaquín Cordero Aurrecoechea (* 16. August 1922 in Puebla, Mexiko; † 19. Februar 2013 in Mexiko-Stadt) war ein mexikanischer Schauspieler.

## Leben
Joaquín Cordero wuchs in Mexiko-Stadt auf. Ursprünglich studierte er, um Priester zu werden. Doch bereits währenddessen entschied er sich für ein Jurastudium, welches er wiederum nach drei Jahren abbrach, um Schauspieler zu werden. Ab Mitte der 1940er Jahre spielte er in mehreren mexikanischen Film- und Theaterproduktionen mit. Ab den 1960er Jahren war er auch vermehrt in Fernsehserien und Telenovelas zu sehen, wodurch er einer der beliebtesten mexikanischen Schauspieler wurde.
Am 19. Februar 2013 verstarb Cordero im Alter von 90 Jahren im Schlaf in seinem Haus in Mexiko-Stadt. Von 1950 bis zu seinem Tod war er mit Alma Guzmán verheiratet. Das Paar hatte drei gemeinsame Kinder.

## Filmografie (Auswahl)
- 1944: Der schwarze Korsar (El corsario negro)
- 1952: Eine Frau ohne Liebe (Una mujer sin amor)
- 1955: Der Fluß und der Tod (El río y la muerte)
- 1969: Horror Monster schlagen zu (Las luchadoras vs el robot asesino)
- 1978: Cuchillo – Todeslied der Apachen (Cuchillo)